# Molteno, Oos-Kaap
Molteno, Oos-Kaap este un oraș din Provincia Eastern Cape, Africa de Sud.